# Douglas Santos
Douglas dos Santos Justino de Melo (João Pessoa, 22 de março de 1994) é um futebolista brasileiro que atua como lateral-esquerdo. Atualmente defende o Zenit, da Rússia.

## Carreira
Douglas Santos iniciou jogando futsal na escola. Passou mais de um ano parado por causa de uma fratura no fêmur, mas voltou a jogar futebol mesmo tendo pensado em desistir durante a lesão. Foi rejeitado depois de um período de testes de duas semanas nas categorias de base do Corinthians em 2011.

### Náutico
Douglas passou pelo peneirão e foi admitido nos juniores do Náutico, no final de 2011. No início do Campeonato Pernambucano de 2012, o técnico Waldemar Lemos deu uma oportunidade e testou jogadores das categorias de base, sendo Douglas um deles. O jogador disputou três partidas pelo Timbu no estadual, marcando um gol.
No Náutico, com a saída de Waldemar Lemos e a chegada de Alexandre Gallo, Douglas Santos passou a ter um papel mais importante no time, chegando à titularidade na ao longo do Campeonato Brasileiro de 2012.
Com seu bom futebol, Douglas ajudou o Náutico a se classificar para a Copa Sul-Americana de 2013. Ao final do ano, Douglas Santos foi classificado como a revelação do Náutico na temporada e uma das revelações do campeonato brasileiro de 2012. Juntamente com o atacante Rhayner, chegou a ser observado pelo Santos.

### Granada
No dia 8 de julho de 2013, foi anunciada sua transferência  para o Granada, da Espanha.

### Udinese
No último dia da janela de transferências, em 2 de setembro, a Udinese, da Itália, anunciou a contratação do lateral brasileiro.

### Atlético Mineiro
No dia 12 de agosto de 2014, foi anunciado o empréstimo de Douglas Santos ao Atlético Mineiro. O jogador acertou por um ano com o clube mineiro, e seu passe foi fixado em três milhões de euros.
Em sua nona partida pelo novo clube, Douglas Santos marcou seu primeiro gol, dia 18 de outubro, na vitória por 1–0 sobre a Chapecoense.
Em 20 de julho de 2015, o Galo exerceu seu direito e anunciou a compra de 100% dos direitos econômicos de Douglas Santos junto a Udinese. O jogador acertou um novo contrato com o clube, válido por mais quatro temporadas.
Em função de suas boas atuações e regularidade ao longo do Campeonato Brasileiro de 2015, Douglas Santos recebeu a Bola de Prata e foi eleito para a seleção do Brasileirão.
Um dia antes de se apresentar a Seleção Olímpica visando a disputa da Olimpíada do Rio de Janeiro, Douglas Santos completou 100 jogos com a camisa do Atlético e ajudou o time alvinegro a vencer o Coritiba por 2 a 1, pelo Campeonato Brasileiro, no Independência.

### Hamburgo
Em 31 de agosto de 2016, acertou com o Hamburgo, por cinco anos. Apesar de não conseguir evitar o primeiro rebaixamento do time, foi visto como um jogador de grande potencial e muita habilidade.

### Zenit
Douglas Santos teve a sua contratação oficializada pelo Zenit no dia 4 de julho de 2019. O jogador, que custou 15 milhões de euros, acertou com o novo clube por cinco temporadas. O brasileiro foi um dos destaques do time na temporada 2019–20, conquistando os títulos do Campeonato Russo, da Supercopa e da Copa da Rússia.
Douglas Santos terminou a temporada 2023-24, sendo o único brasileiro na lista dos principais jogadores do Campeonato Russo. Além de conquistar o título ele foi escolhido como o melhor defensor. Ele atuou em 26 jogos, marcou três gols e colaborou com três assistências.

## Seleção Brasileira

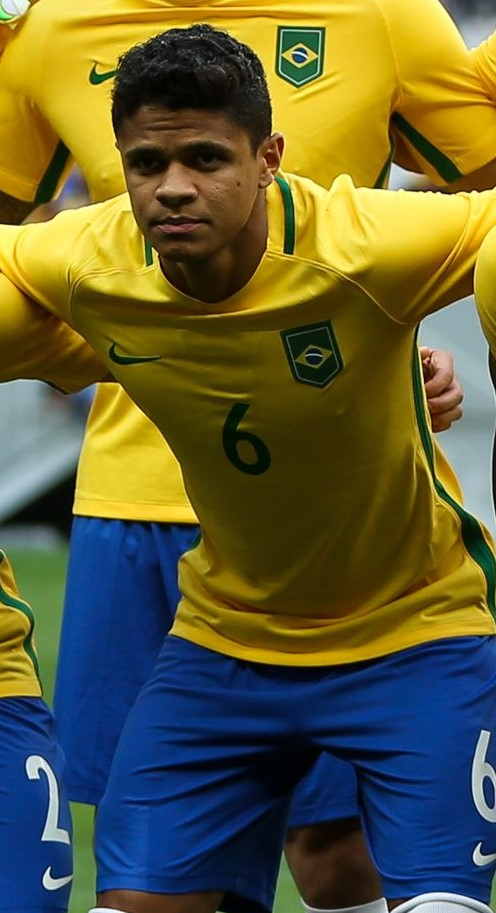
Douglas Santos

Aos dezoito anos, Douglas Santos foi convocado para a Seleção Sub-20 em outubro de 2012, enquanto atuava pelo Náutico, pelo técnico Emerson Ávila. O jogador passou por um período de testes na Granja Comary, onde participou de amistosos da Seleção Sub-20 contra times do Rio de Janeiro, marcando um gol em uma das partidas. Ao final de 2012, foi um dos 22 convocados para disputar o Campeonato Sul-Americano Sub-20 de 2013, na Argentina.
Poucos dias depois de completar 19 anos, foi convocado por Felipão para a Seleção Brasileira principal pela primeira vez, em 2 de abril de 2013, para disputar uma partida amistosa contra a Bolívia, no dia 6 de abril. Em maio de 2014, foi convocado por Alexandre Gallo para jogar o Torneio de Toulon pela Seleção Brasileira Sub-21. No dia 13 de agosto de 2015, o jogador recebeu sua primeira oportunidade com o técnico Dunga, sendo chamado para os amistosos contra a Costa Rica e os Estados Unidos.
Integrou o elenco que disputou a Copa América Centenário em 2016. Estreou pela seleção principal em 29 de maio de 2016 em partida amistosa contra o Panamá.
Douglas fez parte da equipe que conquistou a inédita medalha de ouro nos Jogos Olímpicos do Rio de Janeiro, tento atuado como titular em todas as seis partidas da vitoriosa campanha.

## Títulos
Atlético Mineiro
- Copa do Brasil: 2014
- Campeonato Mineiro: 2015
- Florida Cup: 2016

Zenit
- Premier League Russa: 2019–20, 2020–21, 2021–22, 2022–23 e 2023–24
- Copa da Rússia: 2019–20
- Supercopa da Rússia: 2020, 2021 2022 e 2023

Seleção Brasileira
- Torneio de Toulon: 2013 e 2014
- Copa Valais: 2013
- Medalha de ouro nos Jogos Olímpicos: 2016

### Prêmios individuais
- Bola de Prata: 2015[27]
- Prêmio Craque do Brasileirão: 2015[28]
- Líder de assistências da Premier League Russa: 2020–21 (7 assistências)
- Melhor lateral-esquerdo da Premier League Russa: 2020–21 e 2021–22
- Melhor defensor da temporada da Premier League Russa: 2022–23 e 2023–24[29]
- Equipe do ano da Premier League Russa: 2022–23